# 小松奈央 (歌手)
小松 奈央（こまつ なお、1974年12月30日 - ）は、日本の女性歌手、実業家である。
かつては小松 代真（こまつ よま）、代真と名乗っていた。

## 来歴
- 2000年12月 - "小松代真"として、コナミが開催した「Dance Dance Revolution アーティスト・オーディション2001」にて選出され、4人組女性ボーカルグループBeForU結成。
- 2001年 -音楽ゲーム『Dance Dance Revolution 5thMIX』で BeForUとして初の楽曲「DIVE」を発表する。
- 2002年 - 音楽ゲーム『DDRMAX2 -Dance Dance Revolution 7thMIX-』で初めてソロ楽曲「ever snow」を発表。
- 2006年2月 - アーティスト名を"代真"に改名。
- 2006年11月 - レーベル「avex mode」より6人ユニットのBeForUでメジャーデビューを果たす。
- 2007年11月 - トータル・メディア カンパニー「株式会社カバーガールズ」を設立。代表取締役に就任。
- 2007年12月 - 「個人の諸事情」でBeForUを脱退。
- 2008年 - "小松奈央"名義でソロ活動を開始。現在彼女の会社は新たなアーティストイメージでセルフプロデュースのもと楽曲制作中。またアーティストとしてだけでなく、Ｔシャツ・アクセサリー等のデザイン・製作も行い、Web上で通信販売が行なわれている。
- 2009年 - 1stソロシングル「明日へ ～get ready for tomorrow～」を流通販売で発売。
- 2010年 - ギターのイシカワヨウスケ、ベースのBiro（DRIVE FAR）、ドラムの繁野光孝とバンド「UNCOVER」を結成。11月、ライブ「UNCOVER vs MIND GAMES vs マシリキ ～お久しぶりね。あなたに逢うなんて～」をプロデュース、出演を果たし、12月、UNCOVERとしての初のシングル「Gift/I’m So Sick 」を発売。
- 2013年8月 - プライベートネイルサロン「La douceur」をオープン。
- 2015年7月 - お茶屋「noah/YUM茶」業務提携を組む。
- 2020年 - 「noahTea」に名前を変更した。

## 人物
- BeFouUに所属時の愛称は「代真姉（よまねえ）」。リーダーとしてグループを牽引し、メンバーやファンからも姉のように慕われている。
- グループのライブ・ＣＤジャケット・ＰＶ等の衣装デザイン・コーディネートは全て彼女の手によるものである。この頃から現在のデザイナーとしての才能も開花させていた。

## ディスコグラフィ

### シングル
1. 明日へ ～get ready for tomorrow～（2009年1月10日）
2. なつのそら/Darling（2009年12月20日）
3. Gift/I'm So Sick（2011年12月30日） - UNCOVER名義

### 他の楽曲
BeForUの楽曲はBeForUを参照。
- ソロ楽曲
  - ever snow（『DDRMAX2 -Dance Dance Revolution 7thMIX-』提供曲、YOMA KOMATSU名義）
  - Eternal（アルバム『BeForU II』収録）
  - フレンズ（ミニアルバム『6NOTES』収録）
  - GAME

- ゲスト参加
  - We are disっ娘よっつ打ち命（『beatmania IIDX 12 HAPPY SKY』提供曲、DANCE☆MAN feat. Disっ娘名義） - 外花りさ、O.L.、ANNIE（後者2人はザ・バンドマン）とともに歌唱。